# مسرح الدراما الروسي الحكومي أذربيجاني
مسرح الدراما الروسي الحكومي أذربيجاني أسمه صمد فورغون (بالأذربيجانية: Səməd Vurğun adına Azərbaycan Dövlət Rus Dram Teatrı) - هو مسرح باللغة الروسية في باكو.

## تاريخه
تعامل مسرح بأسم مسرح تنقيد - ترويج مستاقل باكو منذ عام 1920, ومسرح عاملون لباكو منذ عام 1923.
يسمى مسرح الدراما الروسية لدولة أذربيجان منذ عام 1937. وسمي المسرح باسم صمد فورغون في عام 1956.
وضع على المسرح التماثل «ليوبوو ياروايا» (كونستانتين ترينوف), «ثورة» (بوريس لاورينوف) وغيرها بين عامين 1925-1930, وتم إثراء بالأعمال «دون كارلوس» (فريدريك شيلر), «روميو وجولييت» وليم شكسبير، «جثة حي» (ليو تولستوي).
ينبغي تقييمها العروض «ايضين» (جعفار جبارلي), «حمام» (فلاديمير ماياكوفسكي) التي نظمت في خمسيينات من القرن 20, باعتباره إنجازا إبداعيا لمسرح.
مسرح الدراما الروسية آسمه صمد فورغون حائز مرتين على جائزة العمل الحمراء.
تعامل المسرح ليس فقط للبالغين وللأطفال أيضا.

## مخرجونه
- أليكساندير شاروفسكي - فنان الشعب لأذربيجان
- بوريس لوكونسكي - فنان حائز على لقب الجدارة
- إرانة تقيظاده - العامل الفني التكريم

## العروض
في الوقت الحاضر، يقيم على المسرح أعمال الكتاب الأذربيجانيين والكلاسيكيات العالمية:
- «المستأجرين من الجحيم», إيلجين
- «مالك لير», وليم شكسبير
- «نورس», أنطون تشيخوف